# Parafia św. Bartłomieja Apostoła w Szczekocinach
Parafia Świętego Bartłomieja Apostoła – rzymskokatolicka parafia znajdująca się w Szczekocinach. Należy do dekanatu szczekocińskiego diecezji kieleckiej. Erygowana w 1550 r.